# 迈克·理查兹 (自行车运动员)
迈克·理查兹（英語：Mike Richards，1958年10月11日—），生于奥克兰，新西兰男子自行车运动员。他曾代表新西兰参加1978年英联邦运动会自行车比赛，获得一枚金牌。他也曾参加1976年夏季奥林匹克运动会。